# المهرست (ایلینوی)
المهرست، ایلینوی (به انگلیسی: Elmhurst, Illinois) یک شهر در ایالات متحده آمریکا با جمعیت ۴۵٬۱۷۱ نفر است که در ایلی‌نوی واقع شده‌است.